# 북양수사
북양수사 (北洋水師) 또는 북양함대 (北洋艦隊)는 청나라 말기의 근대화된 해군 함대로, 1871년 북양대신 이홍장(李鴻章)의 지원으로 건립되었다. 북양수사는 1894년 청일 전쟁이 발발 하기 전까지 극동아시아에서 가장 강력한 해군 함대였다.
원래 북양수사는 중국내에서도 가장 약한 전력을 보유한 함대였으나, 이홍장이 군사력을 증강시키는 목적으로 막대한 재원을 쏟아부어 거의 모든 재료를 독일과 영국에서 수입하여 제작하였다. 청나라의 함대는 이 시기 총 배수량 83,900톤이 넘는 배들을 포함하여 총 78척의 함정들을 보유했었다.
그러나 서태후가 함대 건설에 관심을 더 이상 보이지 않자 재정 지원은 급격히 줄었고 함대 훈련과 보강이 이루어지지 않아 함대의 군사력이 급격히 떨어졌고 그 결과 청일 전쟁 때 황해 해전에서 일본 함대에 대패해 거의 괴멸당하고 말았다.

## 소속함정

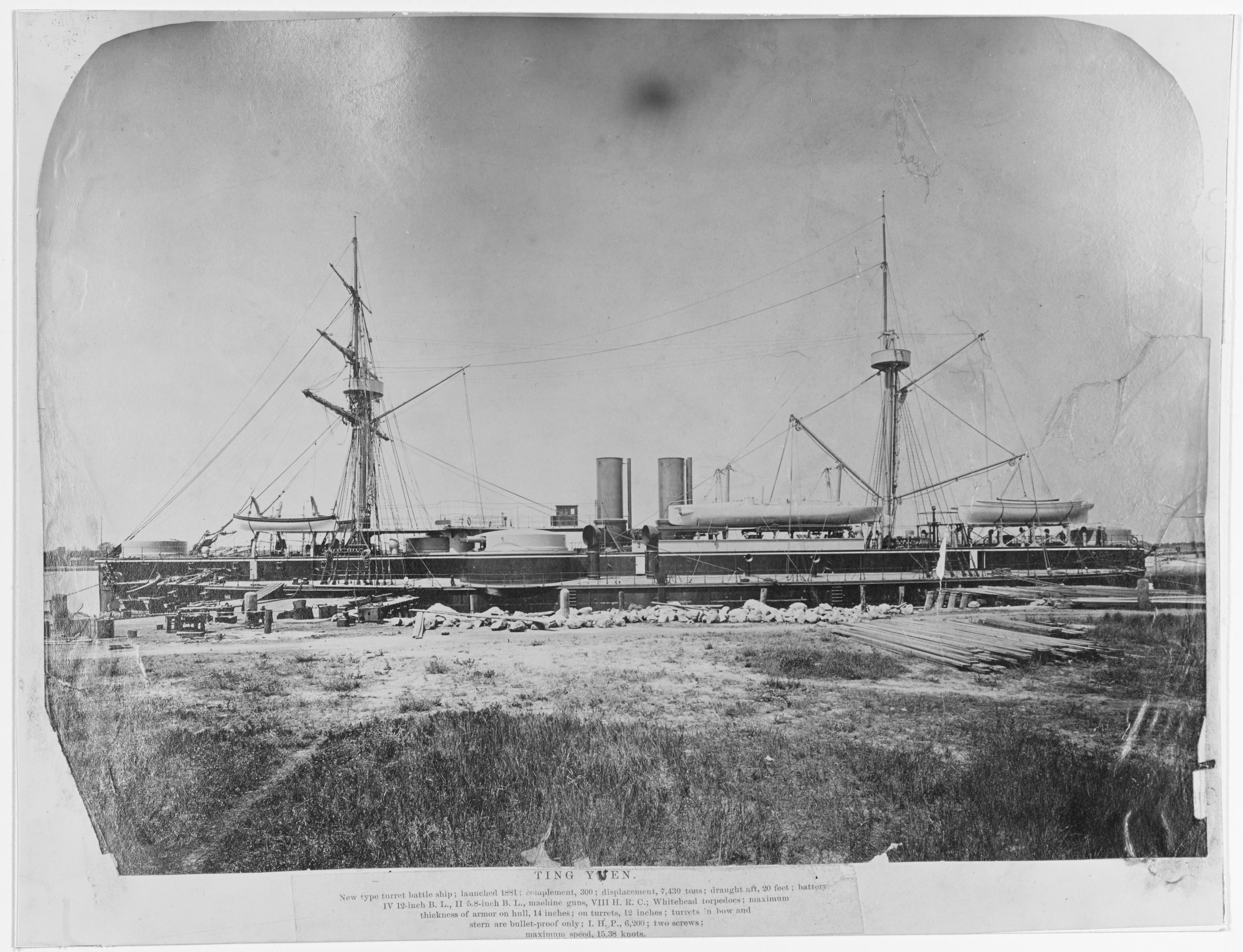
철갑함 정원(定遠)-기함

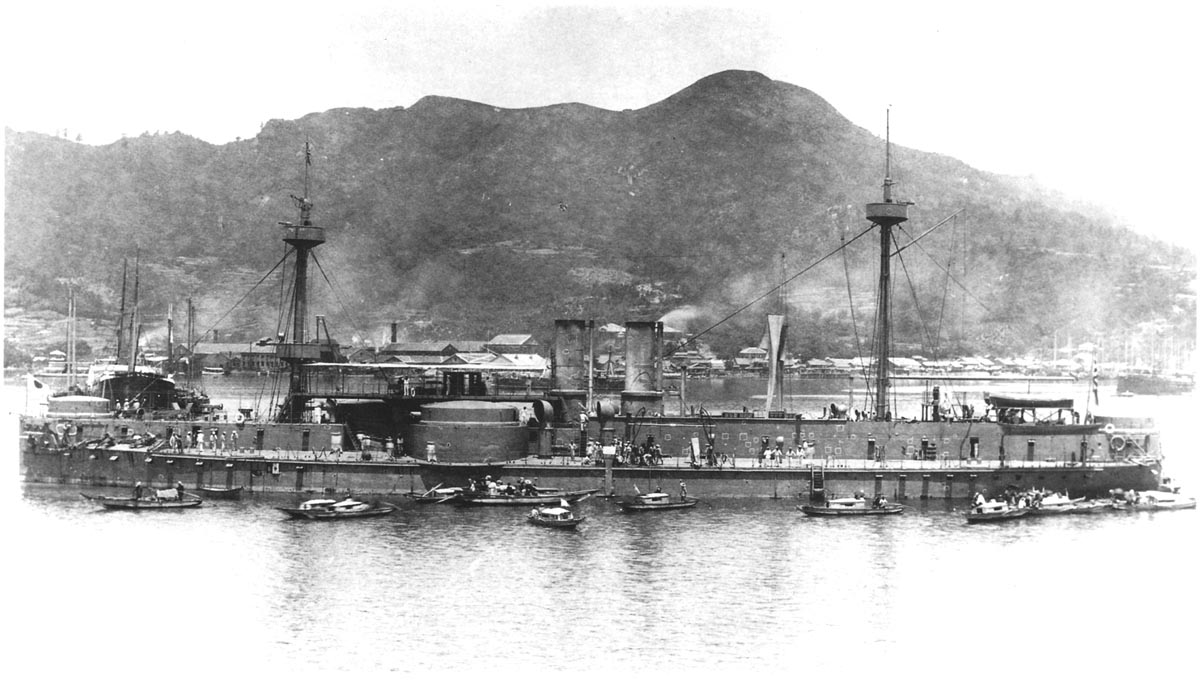
철갑함 진원(鎭遠)

다음은 청일 전쟁에 참가 했던 주요 북양수사의 함정들이다.

### 철갑함
- 정원급(定遠級): 정원(定遠)-기함, 진원(鎭遠)

### 장갑순양함
- 경원급(經遠級)(2,900톤급): 경원(經遠), 래원(來遠)

### 방호순양함
- 치원급(致遠級)(2,355톤급): 치원(致遠), 정원(靖遠)
- 제원(濟遠)(2,440톤급)

### 순양함
- 양위(揚威-상선개조), 초용(超勇)

### 코르벳함
- 평원(平遠)(2,150톤급)
- 광남급(廣), 뱅읻광갑(廣甲), 광을(廣乙), 광병(廣丙)

### 포함
- 진동(鎭東)
- 진서(鎭西)
- 진남(鎭南)
- 진북(鎭北)
- 진중(鎭中)
- 진변(鎭邊)

### 연습합
- 강제(康濟)
- 위원(威遠)
- 무첩(畝捷)

### 보조함
- 태안(泰安)
- 진해(鎭海)
- 조강(操江)
- 미운(湄雲)

### 어뢰정
- 좌대1호(左隊一號)
- 좌대2호(左隊二號)
- 좌대3호(左隊三號)
- 우대1호(右隊一號)
- 우대2호(右隊二號)
- 우대3호(右隊三號)
- 복룡(福龍)
- 첩순(捷順)
- 정원1호(定遠一號)
- 정원2호(定遠二號)
- 진원1호(鎭遠一號)
- 진원2호(鎭遠二號)

## 같이 보기
- 양무운동

## 참고
- (중국어/영어) 北洋水師